# Monument a Nicolau Copèrnic (Varsòvia)
El monument a Nicolau Copèrnic a Varsòvia és un dels monuments més rellevants de la capital polonesa. És davant el Palau Staszic, seu de l'Acadèmia polonesa de les ciències en el Carrer Krakowskie Przedmieście. Concebut per Bertel Thorvaldsen l'any 1822, es va acabar l'any 1830.

## Història
L'estàtua en bronze de l'astrònom polonès Nicolau Copèrnic (polonès: Mikołaj Kopernik) porta un compàs i una esfera armil·lar i va ser concebuda per Bertel Thorvaldsen l'any 1822 i erigida l'any 1828-1830. Va ser finançada per donatius públics i pel científic i filòsof Stanisław Staszic. La cerimònia de descobriment va ser presidida per l'antic camarada d'armes de Tadeusz Kościuszko, Julian Ursin Niemcewicz.
Staszic inicialment havia imaginat erigir l'estàtua a Toruń, la ciutat natal de Copèrnic, sabent que Napoleó havia expressat la seva sorpresa en una visita a Toruń l'any 1807 en el sentit que no hi havia monument a Copèrnic a la ciutat. La caiguda del Gran Ducat de Varsòvia (que comprenia Toruń) i l'ocupació de la regió per la Prússia va retardar el projecte i va obligar finalment Staszic a canviar de lloc per Varsòvia (a la part russa).
La cara est del pedestal porta la inscripció Nicolo Copernico Grata Patria (A Nicolau Copernic [la] nació agraïda), i la cara oest Mikołajowi Kopernikowi Rodacy (A Mikołaj Kopernik [dels seus] compatriotes).
L'any 1939, des del començament l'ocupació de Varsòvia pels alemanys, aquests esborren les inscripcions llatines i poloneses i posen una placa en llengua alemanya: A Nicolau Copernic [de] la nació alemanya. L'11 de febrer de 1942, Maciej Aleksy Dawidowski treu la placa alemanya. El 21 de febrer, en resposta a aquesta operació menor de sabotatge, els alemanys desplacen l'estàtua de Jan Kiliński al Museu Nacional de Varsòvia. Dawidowski i els seus camarades repliquen posant un gran Grafit sobre el mur del Museu La gent de Varsòvia, sóc aquí - Jan Kiliński i el 13 de març, afegeixen una nova placa al monument de Copèrnic: Per haver tret l'estàtua de Kiliński, prolongo l'hivern dos mesos - Copèrnic.
L'any 1944, en la Insurrecció de Varsòvia, el monument és deteriorat. Els alemanys decideixen fondre'l. Se l'emporten fins a Nysa, però han de retirar-se abans que no hagin dur a terme el seu projecte. El 22 de juliol de 1945, els polonesos porten el monument a Varsòvia, el renoven i el descobreixen de nou el 22 de juliol de 1949.
L'any 2007, una representació en bronze del sistema solar de Copèrnic, modelada segons una imatge del seu De Revolutionibus Orbium Coelestium (De les revolucions de les esferes celestes) és posada a la plaça davant el monument. El juliol de 2008, l'estàtua és vandalitzada, però les peces robades són ràpidament recuperades.
Rèpliques del monument es troben a Montreal i a Chicago.